# Земенська гора
Гора Земенська — гора в Західній Болгарії, Кюстендилської і Перницької областей, частина Конявсько-Мілевської гірської групи в Країште. 

## Географічна характеристика

### Географічне положення, межі, розміри
Гора тягнеться з півночі на південь близько 17 км, а її ширина від заходу на схід досягає 12 км.  Розташована в південній частині фізіографічного району Країште, її кордони: 
- На сході - Земенська ущелина Струми відокремлює її від Конявської гори.
- На півдні долина Драговиштиці (права притока Струми) відокремлює її від  Кюстендилської котловини.
- На південному заході - долина річки Драговиштиця відділяє її від Чудинської гори.
- На заході - долина річки Уйнештиця (ліва притока Драговиштиці) відокремлює її від гори Ізворської.
- На північному заході - долина Добродольської річки відокремлює її від Кобильської гори.
- На півночі і північному сході - долина річки Треклянської (права притока Струми) відокремлює її від Пенковської гори і гори Рудина відповідно.

### Природні особливості
Хребет гори плоский і рівний, близько 1200 м над рівнем моря. На ньому виступають окремі закруглені вершини: Тичак (1294,9 м, найвища точка на півночі), Сильний пік (1244,6 м), Гламен (1212,4 м), Іванов камінь (1207,9 м), Ведмідь (1176 м). Гірські  схили круті.  Річка Брестниця (права притока Струми розрізає гору на дві частини: північну і південну, північна частина має більш виражені вершини. 
Складена в основному з тріасових вапняків, пісковиків і доломіту з численними карстовими формами — каррами, карстовими полями, печерами, понорами, провалами та подібним іншим.  Прорізана кількома суходолами, єдина річка, що постійно тече — ріка Скакавиця.  У місцевості є багато карстових джерел, які використовуються для поливу та для  водопостачання. 
Клімат перехідний континентальний завдяки теплим повітряним масам, що приходять з Егейського моря.  Ґрунти в основному вилужені коричневі лісові і дерново-карбонатні, але вони тонкі і  місцями повністю еродовані.  Гора сильно знелісена, з залишками  дубових лісів і, меншою мірою, букових, з грабами і липами  на північно-східних схилах.

## Поселення
На горі та її схилах розташовано 1 місто Земен та 11 селищ: Горановці, Горішнє-Уйно, Добрий Дол, Драговиштиця, Злогош, Калотинці, Полетинці, Польська Скакавица, Раянці, Стенсько і Сушиця

## Транспорт
Гору та її передгір'я перетинають дві ділянки мережі державних доріг: 
- По всій своїй північній і північно-східній частині підніжжя, по долині річки Треклянської від міста Земен до села Габрешевці, протягом 17,6 км - ділянка дороги третього класу № 623 Дупница - Бобов Дол - Земен - Габрешевці.
- З півночі на південь, між селами Габрешевці та Драговиштиця, протягом 24 км - ділянка дороги третього класу № 637 Трин - Трекляно - Драговиштиця.

Через Земенську ущелину Струми проходить частина залізничної лінії Софія - Кюстендил - Гюєшево  між станціями Земен і Шишковці. 

## Визначні пам'ятки
Туристичний інтерес представляє  водоспад Польська скакавиця у Земенській ущелині, води якого падають з висоти 70 м. Водоспад розташований на правій стороні Струми. Сама ущелина має довжину близько 15 км.  До водоспаду можна дістатися на поїзді від зупинки "Скакавиця" і на машині через село  Раджавиця. 
Крім того,  Земенська гора має багату різноманітність  геоформ — гірські ребра, вертикальні стінки, кам'яні піраміди та інше.  Навколо Струми знаходяться Земенські пороги —  скельні бар'єри, розташовані впоперек Струми, які є причиною формування меандрів. 
У долині р. Струма є карстові джерела - Агапієв та Гайдуцький. 

## Топографічна карта
- Аркуш карти K- Радомир. Масштаб: 1 : 100 000. Стан місцевості на 1978 р. (болг.)